# Яфимович, Владимир Матвеевич
Владимир Матвеевич Яфимович (1809—1888) — русский генерал-артиллерист, участник Кавказских походов.

## Биография
Происходил из дворян Санкт-Петербургской губернии, сын генерал-майора Матвея Николаевича Яфимовича. В семье было ещё пять сыновей: Алексей (директор Императорской Петергофской гранильной фабрики), Александр (командир Чугуевского уланского полка, отставной генерал-майор), Николай (генерал-адъютант, генерал от артиллерии), Михаил (генерал-лейтенант), Константин (полковник). Родился в 1809 году; по сведениям «Русского биографического словаря» — 20 ноября, а по информации «Петербургского некрополя» — 20 октября.
Поступил 10 февраля 1823 года фейерверкером 4-го класса в артиллерийское (Михайловское) училище. Четыре года спустя был произведён в прапорщики и назначен в 9-ю артиллерийскую роту и оставлен при училище для продолжения высшего курса, по окончании которого был переведён в лейб-гвардии 1-ю артиллерийскую бригаду, с которой в 1831 году принял участие в усмирении польского мятежа. За храбрость, проявленную при штурме передовых укреплений Варшавы, был награждён орденом Св. Анны 3-й степени с бантом.
Назначенный в 1833 г. адъютантом к начальнику артиллерии отдельного Кавказского корпуса генерал-лейтенанту Козлянинову, Яфимович состоял при нём около семи лет, причём неоднократно участвовал в делах против горцев, за которые в 1836 г. получил орден Св. Владимира 4-й степени, а в 1838 году был произведён в капитаны. Три года спустя он был назначен командиром батарейной № 1 батареи Кавказской гренадерской артиллерийской бригады, с оставлением в списках гвардейской артиллерии. В том же году за храбрость и распорядительность, выказанные в деле под аулом Черкеем, он был награждён орденом Св. Станислава 2-й степени с императорской короной. Произведённый 22 августа 1842 г. в полковники, Яфимович был отчислен от гвардии и через два года назначен командиром 18-й артиллерийской бригады; этой бригадой он командовал в течение десяти лет и в это время был произведён 6 декабря 1851 г. в генерал-майоры и награждён за 25-летнюю службу в офицерских чинах орденами Св. Георгия 4-й степени (в 1852) и Св. Станислава 1-й степени (в 1853 г.) Затем Яоколо года он состоял для особых поручений в штабе инспектора всей артиллерии, после чего 8 декабря 1855 г. был назначен инспектором пороховых заводов. В следующем году был награждён орденом Св. Анны 1-й степени с мечами, а 30 августа 1860 г. произведён в генерал-лейтенанты.
Занимая должность инспектора заводов более двадцати лет, Яфимович, помимо исполнения своих прямых обязанностей, многократно участвовал в разных комиссиях и исполнял особые возлагавшиеся на него Высочайшие поручения по инспекции войск. Его труды на этом поприще были отмечены следующими наградами — орденами: Св. Владимира 2-й степени (в 1862), Белого Орла (в 1864); особым знаком за участие в составлении, рассмотрении и введении в действие положения об освобождении от обязательного труда и устройство быта поселян Охтинских пороховых заводов (в 1869), орденом Св. Александра Невского (в 1870) и бриллиантовыми знаками к этому ордену (в 1875). Кроме того, 5 июля 1869 г. он был назначен ещё генерал-адъютантом с оставлением в должности инспектора. С производством 11 февраля 1877 г. в генералы от артиллерии он стал также членом Александровского комитета о раненых и в этом комитете оставался до самой своей смерти. Последней наградой В. М. Яфимовича был орден Св. Владимира 1-й степени, полученный им 30 августа 1883 года.
Умер в Санкт-Петербурге 13 (25) января 1888 года от паралича сердца, похоронен на Воскресенском кладбище Новодевичьего монастыря.
Его братья: Александр (отставной генерал-майор), Николай (генерал-адъютант, генерал от артиллерии), Михаил (генерал-лейтенант, участник Кавказских походов), Константин (полковник), Алексей (тайный советник, директор Петергофской гранильной фабрики).